# 임대화
임대화(任大和, 1942년 ~)는 대전지방법원장 등을 역임한 법조인이다.

## 생애
1942년 충청남도 대덕군에서 태어난 임대화는 대전고등학교와 서울대학교 법학과를 졸업하고 제1회 사법시험에 합격해 서울민사지방법원 판사에 임용되었다. 이후 춘천지방법원, 서울고등법원 등에서 부장판사를 하다가 서울지방법원 북부지원장을 거쳐 제주지방법원 춘천지방법원 대전지방법원에서 법원장을 하였다.
제주지방법원장에 재직할 때 판례연구회를 이끌어 `제주사회와 제주의 관습법'이란 세미나를 개최했으며 법원원내 각종 동호인 모임을 지원하였다.

## 주요 판결
- 서울고등법원 형사2부 재판장으로 재직하던 1991년 11월 22일에 농약관리법 개정과 관련하여 업자로부터 뇌물을 받아 특가법 수뢰죄를 적용해 구속되어 1심에서 징역2년5월을 선고받았으나 지병으로 구속집행이 정지된 박재규의원에게 징역2년5월 추징금 2억2500만원을 선고했다.[1] 12월 30일에 남한사회주의노동자동맹 사건으로 1심에서 무기징역이 선고된 박노해에게 국가보안법 반국가단체 수괴 등으로 원심대로 무기징역을 선고했다.[2] 1992년 4월 9일에 만취 상태에서 운전하다 행인을 숨지게 하여 1심에서 징역3년을 선고받은 조형기에게 "음주운전 범죄자에게  심신미약에 따른 감경을 적용할 때는 일반 운전자보다 가벼운 형이 선고되는 모순이 생긴다"며 "음주운전은 형량 경감의 대상이 될 수 없다"는 이유로 징역5년을 선고했다.[3] 4월 20일에 자살 방조와 국가보안법(이적단체 가입, 이적표현물 소지 등)위반으로 구속된 강기훈에 대해"숨진 김기설의 여자친구 진술과 국립과학수사연구소의 필적 감정 등을 종합할 때 유서는 대필한 것이 인정된다"면서 "전민련 일지와 수첩 등은 모두 조작된 것이 분명하다"며 징역3년을 선고하면서 국립과학수사연구소 문서분석실장 김형영이 뇌물수수로 구속되었지만 별개의 사안이라고 밝혔다.[4]